# 黄联关镇
黄联关镇，是中华人民共和国四川省凉山彝族自治州西昌市下辖的一个乡镇级行政单位。黄联关镇客家人约占全镇人口的80%，是西昌唯一的客家人聚居地，其祖先主要来自河源。
2019年12月，撤销黄水乡，将其所属行政区域划归黄联关镇管辖。

## 行政区划
黄联关镇下辖以下地区：
新镇村、石坝村、东坪村、鹿马村、大德村和哈土村。